# Дакетт, Ричард
Ричард Луис Дакетт (англ. Richard Louis Duckett; 30 января 1884 — 19 июля 1972) — канадский игрок в лакросс, чемпион летних Олимпийских игр 1908.
На Играх 1908 в Лондоне Дакетт участвовал в мужском турнире, в котором его сборная заняла первое место, выиграв в единственном матче у Великобритании.